# Catedral de Santa María (Orán)
La Catedral de Santa María o simplemente Catedral de Orán (en francés: Cathédrale Sainte Marie) es el nombre que recibe un edificio religioso que se encuentra ubicado en la ciudad de Orán al norte de Argelia.
Se localiza específicamente en el sector de St Eugene. Era la iglesia parroquial del barrio. Construida en la década de 1960 en lugar de otra iglesia que se quedó pequeña y que en realidad nunca se completó. En la década de 1980 la Catedral del Sagrado Corazón, un edificio mucho más grande, fue apropiado por las autoridades de Argelia. A continuación, la sede del obispo fue trasladado a la cripta sin terminar de la Iglesia de Santa María. Finalmente, fue totalmente modificada en el año 2012.